# Handels- und Arbeitsministerium der Vereinigten Staaten
Das Handels- und Arbeitsministerium der Vereinigten Staaten (englisch United States Department of Commerce and Labor) war ein kurzlebiges Ministerium der Regierung der Vereinigten Staaten. Es hatte seinen Sitz im Herbert C. Hoover Building in Washington, D.C. und wurde am 14. Februar 1903 gegründet und am 4. März 1913 in Handelsministerium der Vereinigten Staaten umbenannt. Seine Büros und Vertretungen, die sich auf den Arbeitsmarkt spezialisiert hatten, wurden auf das neue Arbeitsministerium der Vereinigten Staaten übertragen.
Das Ministerium wurde durch den US-Handels- und Arbeitsminister geführt.

## Liste der US-Handels- und Arbeitsminister
| Bild | Name                 | Amtszeit                       | unter Präsident     |
| ---- | -------------------- | ------------------------------ | ------------------- |
|      | George B. Cortelyou  | 18. Februar 1903–30. Juni 1904 | Theodore Roosevelt  |
|      | Victor H. Metcalf    | 1. Juli 1904–16. Dezember 1906 | Theodore Roosevelt  |
|      | Oscar Solomon Straus | 17. Dezember 1906–5. März 1909 | Theodore Roosevelt  |
|      | Charles Nagel        | 6. März 1909–4. März 1913      | William Howard Taft |